# Estônia nos Jogos Olímpicos de Inverno de 1992
A Estônia mandou 20 competidores para os Olimpíadas de Inverno de 1992, em Albertville, na França. A delegação não conquistou nenhuma medalha. É a primeira participação da Estônia em Jogos Olímpicos depois da Segunda Guerra Mundial.